# VV Heijen
VV Heijen is een Nederlandse amateurvoetbalclub uit Heijen, gemeente Gennep.
In 1928 werden de eerste plannen voor de vereniging gemaakt en in 1930 werd de club opgericht als Zwart-Wit naar de kleuren uit het wapen van de Heerlijkheid Heijen uit 1647. De club ging in de Rooms Katholieke Voetbalfederatie (RKF) spelen. Enkele jaren later werd de naam gewijzigd in Concordia.
Na de Tweede Wereldoorlog ging de vereniging onder de huidige naam verder. In 1964 promoveerde Heijen naar de eerste klasse van de afdeling Noord-Brabant. Hierna zakte de club terug naar de derde klasse waarin het in 1985 kampioen werd. In 1989 promoveerde de club weer naar de eerste klasse na beslissingswedstrijden tegen RKSV Odiliapeel. Hierna zakte de club weer terug naar de derde klasse maar promoveerde in 1994, na twee kampioenschappen achterelkaar weer naar de eerste klasse. In 1996 kwam Heijen na een herindeling in het district Zuid II en kwam in de vijfde klasse terecht. In 1998 werd Heijen kampioen in de 5e klasse waarna het vijf jaar in de 4e klasse bivakkeerde en enkele hoge klasseringen mocht noteren. 
In het seizoen 2002-2003 kwam Heijen een punt te kort om zich te handhaven waardoor degradatie naar de 5e klasse een feit was. In het seizoen 2005-2006 won Heijen de eerste periodetitel in de 5e klasse G en mocht er in een drieluik met Hapse Boys en Odiliapeel geprobeerd worden om promotie af te dwingen. Heijen verloor de eerste wedstrijd met 1-3 van Hapse Boys, maar won de tweede met 1-5 van Odiliapeel. Doordat Odiliapeel de laatste wedstrijd haar sportieve plicht deed en met 3-4 in Haps won, wist Heijen te promoveren. 
Wat volgde was een verblijf van slechts één jaar in de 4e klasse. Met 7 punten uit 22 wedstrijden degradeerde Heijen roemloos terug naar de 5e klasse om hier vervolgens zeven achtereenvolgende jaren te blijven. Na jaren in de top/subtop van de 5e klasse werd er in het seizoen 2013-2014 onder leiding van trainer John Janssen lang met Vianen Vooruit, SV Estria en VV Ravenstein om het kampioenschap gestreden. De titel ging naar Vianen Vooruit en de overige drie ploegen mochten in een drieluik uit gaan maken wie Vianen naar de 4e klasse zou gaan volgen. De eerste wedstrijd was Ravenstein-Heijen en deze eindigde in 2-2. Nadat Estria-Ravenstein in 3-3 eindigde, wist Heijen dat het door de tweede plaats in de eindstand op 26 mei 2014 aan een gelijkspel genoeg zou hebben om voor het eerst sinds 2006 te promoveren. Lange tijd leek het er op dat het ook dit jaar niet weer zou gaan lukken doordat Estria tot en met de 90e minuut met 0-1 voor stond op de Heikamp, maar door een benutte strafschop diep in de blessuretijd was de eindstand 1-1 en promoveerde Heijen naar, wat later bleek, een unieke 4e klasse met gemeenteclubs Vitesse'08, Achates en SV Milsbeek. Nadat de rentree in de vierde klasse aanvankelijk moeizaam verliep, verbaasde Heijen vriend en vijand met een sterke eindsprint. Door Olympia'18 op De Heikamp met 4-1 te verslaan mocht Heijen zich opmaken voor nacompetitie om promotie naar de 3e klasse. Hierin was Juliana Mill over twee wedstrijden te sterk. Een jaar later degradeerde Heijen op de laatste speeldag. Na een 1-1 gelijkspel bij Juliana Mill bleken de 27 behaalde punten niet genoeg te zijn voor handhaving. Zo kende een succesvol tijdperk met John Janssen aan het roer een roemloos einde.  
Zijn opvolger Henny Queens kreeg na de degradatie de taak om een flink verjongde ploeg meteen terug te loodsen naar de vierde klasse. Tot de laatste speeldag streed Heijen samen met SVOC'01 en De Zwaluw om de bovenste plaats. Op 14 mei 2017 trof Heijen in eigen huis rivaal De Zwaluw en won ondanks een 0-1 achterstand met 3-1. Doordat SVOC'01 gelijk speelde, kon de champagne ontkurkt worden. Het jaar daarop, waarin handhaving de doelstelling was, begon dramatisch voor de wederom verjongde ploeg. Pas in april werd de eerste overwinning geboekt en Heijen moest nacompetitie tegen degradatie gaan spelen om het vege lijf te redden. Daarin werd thuis met 3-5 van Gassel verloren. In de return dwong Heijen in de 94e minuut (1-3) verlenging af en wist uiteindelijk met 1-6 te winnen en zichzelf te verzekeren van nog een jaar vierde klasse.  
Queens vertrok na twee jaar en Peter ten Haaf werd bij aanvang van het seizoen 2018-2019 de nieuwe oefenmeester. Onder Ten Haaf zijn leiding kende Heijen een sterk seizoen, maar verloor het op de laatste speeldag van Stormvogels'28 (1-3) en kwam het drie punten te kort om zich te plaatsen voor nacompetitie om promotie naar de derde klasse.

## Competitieresultaten 1997–2018
| 5 5D |

| 1 5D |

| 6 4H |

| 2 4H |

| 4 4H |

| 5 4F |

| 11 4G |

| 3 5F |

| 8 5F |

| 5 5G |

| 12 4G |

| 6 5G |

| 3 5G |

| 5 5G |

| 4 5G |

| 8 5G |

| 5 5G |

| 2 5H |

| 8 4G |

| 13 4G |

| 1 5G |

| 13 4G |

| 6 4G |

| Vierde klasse | Vijfde klasse |

In elke staaf van de grafiek staat van boven naar beneden vermeld: 
- Eindnotering

Dit is de positie die de club heeft bereikt in de competitie, zonder eventuele beslissings-, play-off- of nacompetitiewedstrijden die nodig zijn geweest om bijvoorbeeld de kampioen van de competitie te bepalen.
Indien een * achter het getal staat is de notering een tussenstand en kan het zijn dat de notering niet overeenkomt met de uiteindelijke eindstand van de competitie.
Staat er een - dan is het seizoen nog bezig en is er geen definitieve uitslag bekend.
Staat er xx op de positie van de notering, dan heeft de club vroegtijdig de competitie verlaten. Dit kan onder andere komen door terugtrekking van het team, faillissement van de club of door een uitgedeelde straf van de KNVB. In veel gevallen staat elders in het artikel de reden vermeld.
Staat er een ? dan is het resultaat uit het verleden onbekend, en is alleen de competitie of het niveau bekend van dat seizoen.
In de seizoenen 2019/20 en 2020/21 werd wegens de coronacrisis het amateurvoetbal afgebroken. Daardoor kennen deze staven geen eindklassering (middels -- weergegeven).
- Competitieniveau en afdelingsletter of Officiële eindstand Eredivisie
  - Competitieniveau en afdelingsletter

Hierbij geeft het getal het niveau weer, dat ook terug te vinden is in de legenda. De letter is de afdelingsaanduiding en wordt gebruikt wanneer er meer afdelingen zijn op hetzelfde niveau. De afdelingsletter is altijd een hoofdletter en wordt meestal zonder nummer gebruikt.
Voorbeeld: 2F is niveau 2e klasse competitie F.
Het competitieniveau en nummer wordt niet vermeld wanneer er slechts één competitie van dit niveau was.
  - Officiële eindstand Eredivisie (getal staat tussen haakjes vermeld)

Sinds de introductie van play-offwedstrijden voor Europees voetbal na afloop van de reguliere competitie in 2005/06, is de KNVB verplicht een eindstand van de Eredivisie door te geven aan de UEFA aan de hand van deze play-offwedstrijden.
Bij deze eindstand staan clubs die zich hebben gekwalificeerd voor Europees voetbal hoger dan clubs die zich niet wisten te kwalificeren. Indien er geen verschil was tussen de eindnotering en de officiële eindstand, staat dit getal niet vermeld.

- Onderafdeling

Hier staat afgekort de naam van de onderafdeling indien de club in dat jaar in een onderafdeling uitkwam. Tevens staat deze afkorting in de legenda en wordt gelinkt naar het artikel over deze onderafdeling. Deze afkorting wordt alleen vermeld wanneer de club in het verleden in verschillende onderafdelingen heeft gespeeld. Deze vermelding is in de staaf altijd in kleine letters. Deze onderafdelingen zijn na het seizoen 1995/96 afgeschaft. Heeft de club in slechts één onderafdeling gespeeld, dan is dit alleen terug te vinden in de legenda.
Onder de staaf staat het jaartal vermeld waarin het seizoen is afgesloten. 15 verwijst naar het seizoen 2014/15 of eventueel het seizoen 1914/15.
Wanneer een staaf leeg is, zijn deze gegevens niet bekend. Het kan ook zijn dat de club dat seizoen niet heeft meegespeeld op het hogere amateurniveau, vroegtijdig de competitie heeft verlaten of uit de competitie is gezet.

In het seizoen 1944/45 was er wegens de Tweede Wereldoorlog geen regulier competitievoetbal.